# EYOF mesterskabet i håndbold
Mesterskaberne afholdes af European National Olympic Committees. EYOF mesterskaberne i håndbold startede 1997.

## Mesterskabet for mænd
| Turn. | Værtsby  | Guld      | Sølv      | Bronze               | Danmarks plac.     |
| ----- | -------- | --------- | --------- | -------------------- | ------------------ |
| 1997  | Lissabon | Danmark   | Spanien   | Portugal             | Nr. 1              |
| 2001  | Murcia   | Spanien   | Slovenien | Serbien & Montenegro |                    |
| 2003  | Paris    | Spanien   | Rusland   | Frankrig             |                    |
| 2005  | Lugano   | Rusland   | Norge     | Danmark              | Nr. 3              |
| 2009  | Tampere  | Frankrig  | Danmark   | Kroatien             | Nr. 2              |
| 2011  | Trabzon  | Danmark   | Tyskland  | Serbien              | Nr. 1              |
| 2013  | Utrecht  | Slovenien | Norge     | Sverige              | Ikke kvalificeret. |

## Mesterskabet for damer
| Turn. | Værtsby  | Guld    | Sølv      | Bronze   | Danmarks plac. |
| ----- | -------- | ------- | --------- | -------- | -------------- |
| 1997  | Lissabon | Danmark |           |          | Nr. 1          |
| 1999  | Esbjerg  | Danmark | Norge     | Litauen  | Nr. 1          |
| 2005  | Lugano   | Rusland | Norge     | Danmark  | Nr. 3          |
| 2007  | Beograd  | Rusland | Norge     | Danmark  | Nr. 3          |
| 2009  | Tampere  | Rusland | Slovakiet | Danmark  | Nr. 3          |
| 2011  | Trabzon  | Rusland | Sverige   | Danmark  | Nr. 3          |
| 2013  | Utrecht  | Danmark | Rusland   | Tyskland | Nr. 1          |